# Bakklandet
Bakklandet i Trondheim er bebyggelsen langs østsiden af Nidelven mellem Bakke bru og Vollafallet. Området ovenfor Gamle Bybro kaldes Øvre Bakklandet.
Bakklandet var Trondheims første forstad, og den første bebyggelse i Bakklandet blev opført midt i 1600-tallet. Under belejringen af Trondheim i 1658 nedbrændte svenske tropper bebyggelsen, og under Armfeldts felttog i Trøndelag i 1718 blev Bakklandet endnu en gang afbrændt; denne gang af norske styrker som et led i forsvaret af byen.

## Bydelens historie
Bakklandet var ikke med i Cicignons byplan fra 1681; derfor groede bebyggelsen og gadenettet mere naturligt frem og kan minde om det gadenet, som Trondheim må have haft før 1681. Langs østsiden af elven bestod bebyggelsen af brygger langs elven med boliger indenfor. På Bakklandet boede håndværkere, småkøbmænd og arbejdsfolk, så bryggene var mindre og husene enklere og ofte i én etage. Mange købmænd i byen havde også brygger og lagerplads i Bakklandet. I 1847 blev Bakklandet indlemmet i byen.
Gennem middelalderen og frem til 1681 gik forbindelsen til byen over broen ved Elgeseter. Ved Cicignons genopførsel af Trondheim efter branden i 1681, blev der bygget en ny bro, hvor Gamle Bybro ligger i dag. Nutidens bro er fra 1860'erne. I 1887 kom det bro over ved Bakke. Dagens Bakke bru er fra 1927, og er tegnet af Olaf Nordhagen og August Albertsen.
I 1965 foreslog generalplanen for udbygning af Trondheims vejnet en firesporet motorvej gennem Bakklandet, for at få ledet den tiltagende biltrafik udenom byens centrum. Bakklandet ville blive en ren transitåre for trafik på vej gennem Trondheim.  En omfattende sanering af bebyggelsen skulle give plads til den nye indfartsvej – "Bakklandstangenten"; men efter omfattende protester og aktioner igennem 1970'erne udført af beboere, studenter og arkitekter, blev planerne skrinlagt.
I 1993 åbnede cykelelevatoren Trampe som den første af sin art i verden, og er efterfølgende blevet en turistattraktion grundet sin sjældenhed. Efter en ombygning genåbnede den i en ny og forbedret version i 2013. 

## Industri
Bakklandet har gennem meget af Trondheims historie været et industriområde. Igennem middelalderen lå det et teglværk på Bakklandet. Tegl herfra er sandsynligvis blevet brugt i Ærkebispegården. Fra 1860'erne blev teglværket udvidet og moderniseret. I 1890 blev værket reorganiseret som Trondhjems Aktieteglverk. Ved århundredskiftet dækkede teglværket et område på 70 mål, og tegl fra Bakklandet havde ry for høj kvalitet. I dag står produktionshallen tilbage, men er ombygget til lejligheder.
Bakklandet har også været et centralt område for bådbygning i Trondheim. Allerede på 1600-tallet blev der repareret både i Bakklandet. Trondhjems Skibsværft blev oprettet i 1779 og Nordre Verft i 1830. I 1843 blev Fabrikken ved Nidelven anlagt i Øvre Bakklandet med jernstøberi, skibsværft og mekanisk industri. Her blev dampskibene Nidelven og Indherred bygget i 1850'erne, og landets første norskbyggede lokomotiv Thrønderen til Størenbanen. I 1872 blev fabrikken sammen med Trolla Brug omdannet til Trondhjems Mekaniske Verksted. Efter at dette var blevet flyttet til sine nye lokaler på Bakkestranda, overtog Trondhjems Jernindustri lokalerne. Her foregik produkstion af trådhegn og søm til fabrikken flyttede til Lade i 1967. Ørens Mekaniske Verksted blev anlagt i 1880'erne.
I 1703 blev en rebslagerbane anlagt i Bakkestranda. Denne blev gennem et par århundreder gradvist udvidet, og var før nedlæggelsen i 1925 næsten 200 m lang. Bygningerne blev senere brugt som butikker – basarene på Bakke – men blev revet ned i 1967. Ellers står meget af industri- og værftshallerne på Bakklandet endnu, og er i dag i brug for andre formål.